# Casino Mayer
Il Casino Mayer, originariamente Casino Contini, è sito sulla strada che collega Fossacesia porta all'Abbazia di San Giovanni in Venere, in provincia di Chieti.
È un palazzo extraurbano a base rettangolare con scala esterna per accedere al piano nobile ed al seminterrato. Fu anticamente usato come residenza extraurbana e come casa di villeggiatura tra la fine del XVII secolo e gli inizi del XIX secolo; attualmente è disabitato e ridotto ad un rudere.
Un lungo viale alberato lo congiunge alla strada carrabile originariamente chiuso da un cancello. Delle paraste si trovano agli angoli. Nella parte posteriore vi è l'accesso al seminterrato. Gli ingressi, sopra i quali vi sono degli archi concentrici. Sopra tali ingressi vi sono due balconi del salone del piano nobile. All'interno vi è un soffitto affrescato.